# Crack the Skye
Pour l’article ayant un titre homophone, voir Crack the Sky.
Albums de Mastodon
Blood Mountain
(2006) Jonah Hex
(2010)
Crack the Skye est le quatrième album studio du groupe de sludge metal américain Mastodon, sorti le 24 mars 2009 sur le label Reprise Records. Il contient sept titres et dure 50 minutes et 3 secondes.
Lors de sa sortie, il a été no 11 sur le Billboard 200, avec 41 000 exemplaires vendus la première semaine. En Australie, il a été n°19. En septembre 2010, 200 000 exemplaires avaient été écoulés sur le territoire américain, ce qui en fait l'album le plus vendu du groupe.
Chaque album de Mastodon est un album-concept s'inspirant de l'un des quatre éléments. Crack the Skye est associé à l'élément air, le seul à n'avoir pas été traité lors des trois précédents albums.

## Thèmes musicaux et paroles
Brann Dailor, le batteur, a décrit l'album comme plus « concentré » que son prédécesseur, Blood Mountain. « Peut-être », dit-il, « qu'il y avait quelque chose de plus profond dans cet enregistrement, qui nécessitait plus d'exploration... Nous avons ressenti davantage de choses pendant l'enregistrement et tout semble plus angoissant, plus spatial, il y a quelque chose de spécial là-dedans ».
Le chanteur et bassiste Troy Sanders, quant à lui, a décrit l'album lors d'une interview avec le webzine Stereogum : « Avec Crack the Skye, nous avons quitté tout ce que nous avions enregistré précédemment, dans le sens où nous avons quelque part pris nos vaisseaux et quitté la Terre pendant un moment, pour capter l'élément éthéré de l'univers et dormir sur le toit du monde, puis prendre la perspective qu'il fallait pour cet album. [...] Au fond, nous explorons le monde éthéré. Nous disséquons, en résumé, la matière sombre qui domine l'univers. »
Avant la sortie de l'album, Dailor a dit dans plusieurs interviews que l'album raconterait une histoire ayant quelque chose à voir avec l'esthétique de la Russie tsariste, le voyage astral, les expériences de sortie du corps et les théories de Stephen Hawking au sujet des trous de ver.
« Il y a une façon paraplégique, et c'est d'ailleurs la seule façon possible pour un homme, d'aller quelque part lorsqu'il fait un voyage astral. Il quitte son corps, va dans l'espace et, un peu comme Icare, va trop près du soleil, brûlant le cordon ombilical doré qui est attaché à son plexus solaire. Alors, il est dans l'espace, il est perdu, se fait aspirer par un trou de ver, se retrouve au royaume des esprits et il parle avec des esprits qui lui disent qu'il n'est pas vraiment mort. Ces esprits l'envoient dans un culte russe, ils l'utilisent pour faire de la divination et trouvent son problème. Ils décident finalement de l'aider. Pour cela, ils mettent son âme dans le corps de Raspoutine. Celui-ci va usurper le trône du tsar et il est tué. Les deux âmes, celle de Raspoutine et de l'autre homme, quittent le corps  en passant par une faille dans le ciel (the crack in the sky(e)), et Raspoutine est l'homme sage qui tente d'aider l'enfant à retrouver son corps, car ses parents l'ont découvert et le croient mort. Raspoutine tente donc de le remettre dans son corps avant qu'il ne soit trop tard. Mais sur le chemin, les deux se retrouvent devant le diable, lequel tente de voler leurs âmes pour les mener en enfer... Ils rencontrent divers obstacles sur le chemin. »
Dailor a également révélé que le titre de l'album était un hommage à sa sœur, Skye Dailor, qui s'est suicidée à l'âge de 14 ans.
« Ma sœur est morte lorsque j'étais adolescent et c'était terrible. Il n'y a pas de meilleure façon de rendre hommage à quelqu'un que l'on aime, et que l'on a perdu, que d'avoir l'opportunité d'être dans un groupe avec des amis et de faire de l'art ensemble. Son prénom était Skye, alors Crack the Skye signifie beaucoup de choses. Pour moi, personnellement, cela signifie que le moment où on vous dit que vous avez perdu quelqu'un qui vous est cher, eh bien, [ce moment] est assez pour faire craquer le ciel. »
Sur cet album, au contraire des trois précédents, le chant clair est largement mis en avant. Il marque les débuts de Brann Dailor en tant que chanteur, officiant sur Oblivion et Crack the Skye.

## Artwork
Paul Romano, qui a réalisé tous les artworks du groupe, a également signé la jaquette et le design du livret pour Crack the Skye. On peut y voir des images éthérées accompagnant le concept de l'album. Celui-ci est sorti en deux versions : une standard et une limitée. La seconde contient un packaging plus élaboré avec un livre d'images qui, lorsque regardé attentivement, révèle des images en trois dimensions. Une photographie « cachée » de la sœur de Brann Dailor peut être aperçue des deux côtés du livre.

## Réception critique
Les premières critiques de l'album sont, comme à l'accoutumée, très positives. Metacritic, qui collecte les notes attribuées dans les tests de sources anglophones d'albums de musique (entre autres) et en déduit une moyenne en pourcentage, Crack the Skye reçoit un score de 82 %, basé sur 29 critiques. Time Magazine place l'album en 3e position sur son top 10 des meilleurs albums de l'année 2009, Rock Sound en fait son Album de l'Année pour 2009, et Spin Magazine le place 17e sur sa liste des meilleurs albums de l'année, tandis que Rhapsody le conduit en 7e position.
Crack the Skye a reçu un grand nombre de critiques positives de plusieurs magazines majeurs. Sur Total Guitar, Nick Cracknell donne à l'album la note de 5/5, le décrivant comme « encore plus ambitieux, au niveau de la portée et du son, que Blood Mountain qui était sorti en 2006. Avec des éléments de metal progressif autant que de country, mais faisant avant tout du rock classique, Hinds et Kelliher donnent littéralement des dimensions nouvelles à une musique en perpétuelle extension. » Le magazine Decibel, qui avait nommé Blood Mountain album n°1 de l'année 2006, a donné à Crack the Skye la note de 7/10 : l'album « est clairement organisé comme une culture et non comme un déluge ; c'est le son d'un groupe qui a fini par en avoir assez des auditeurs ne répondant pas à leur jeu terrestre, alors ils ont projeté la balle dans les airs. Qui sait quand elle va redescendre ? » La critique de Clash brille particulièrement par son éloge de l'album, disant qu'« aucune sortie metal de 2009 n'est aussi importante que celle-ci [...] cet album est sûrement destiné à devenir quelque chose de légendaire ». Nate Chinen, du New York Times, remarque « une vision ambitieuse et une interprétation vive ». Le critique new-yorkais Sasha Frere-Jones en fait l'un de ses albums favoris de l'année sur son blog, et l'a décrit, dans un article du New Yorker, comme un « album profondément divertissant ».
Corey Taylor, le chanteur de Slipknot, a également nommé Crack the Skye 4e meilleur album de l'année sur le site Metal Hammer.

## Liste des titres
Toutes les chansons sont écrites et composées par Mastodon, excepté « Crack the Skye » (paroles de Scott Kelly).
| No | Titre                                                         | Durée |
| -- | ------------------------------------------------------------- | ----- |
| 1. | Oblivion                                                      | 5:47  |
| 2. | Divinations                                                   | 3:39  |
| 3. | Quintessence                                                  | 5:27  |
| 4. | The Czar - I. Usurper - II. Escape - III. Martyr - IV. Spiral | 10:54 |
| 5. | Ghost of Karelia                                              | 5:25  |
| 6. | Crack the Skye (Feat. Scott Kelly)                            | 5:54  |
| 7. | The Last Baron                                                | 13:00 |

### CD/DVD
- The Making of Crack the Skye - Documentaire sur les coulisses des concerts
- Track-by-Track Commentary - Commentaire vidéo de l'album par les membres du groupe

## Line-up

### Membres du groupe
- Troy Sanders – chant, basse
- Brent Hinds – guitare, chœurs
- Bill Kelliher – guitare, chœurs
- Brann Dailor – batterie, chant sur « Oblivion »

### Invités
- Rich Morris - clavier
- Scott Kelly - chant sur « Crack the Skye »
- Brendan O'Brien – production, mixage

## Charts
| Chart (2009)                          | Position |
| ------------------------------------- | -------- |
| Australie (ARIA Albums Chart)         | 19       |
| Autriche                              | 42       |
| Belgique (Flandre)                    | 26       |
| Belgique (Wallonie)                   | 73       |
| Canada                                | 13       |
| Danemark                              | 37       |
| Hollande                              | 56       |
| Finlande                              | 6        |
| France                                | 106      |
| Nouvelle-Zélande (RIANZ Albums Chart) | 23       |
| Norvège                               | 6        |
| Suède                                 | 23       |
| Suisse                                | 58       |
| Royaume-Uni                           | 32       |
| États-Unis (U.S. Billboard 200)       | 11       |